# Kleinschwamborn
Kleinschwamborn ist ein Ortsteil von Heiligenhaus in der Stadt Overath im Rheinisch-Bergischen Kreis in Nordrhein-Westfalen, Deutschland.

## Lage und Beschreibung
Der kleine, von Feldern umgebene Ortsteil Kleinschwamborn befindet sich westlich von Overath an der Durbuscher Straße, die zwischen Durbusch und Heiligenhaus verläuft, eine Verlängerung der Hohkeppler Straße (Landesstraße 84). Ortslagen in der Nähe sind Eichen und Dahlhaus.

## Geschichte
Ein Schwamborn wurde erstmals um das Jahr 1470 als Schwamborn urkundlich erwähnt. Das Appellativ im Ortsnamen ist Born, ein alter Begriff für „Quelle“, das Bestimmungswort ist nicht ganz geklärt. Es könnte sich von „Schwan“ oder tatsächlich „Schwamm“ herleiten. Möglicherweise ist auch *Schwandborn (= „schwindende, versiegende Quelle“) der Namensursprung.
Die Topographia Ducatus Montani des Erich Philipp Ploennies, Blatt Amt Steinbach, belegt, dass der Wohnplatz bereits 1715 zwei Hofstellen besaß, die als Schwams beschriftet sind. Carl Friedrich von Wiebeking benennt die Hofschaft auf seiner Charte des Herzogthums Berg 1789 als Schwan. Aus ihr geht hervor, dass der Ort zu dieser Zeit Teil der Honschaft Löderich im Kirchspiel Overath war.
Der Ort ist auf der Topographischen Aufnahme der Rheinlande von 1817 als Kl. Schwamborn verzeichnet. Die Preußische Uraufnahme von 1845 zeigt den Wohnplatz unter dem Namen Kl. Schwamborn. Ab der Preußischen Neuaufnahme von 1892 ist der Ort auf Messtischblättern regelmäßig als Kl. Schwamborn oder Kleinschwamborn verzeichnet.
1822 lebten 38 Menschen im als Hof kategorisierten und (Klein-)Schwamborn bezeichneten Ort, der nach dem Zusammenbruch der napoleonischen Administration und deren Ablösung zur Bürgermeisterei Overath im Kreis Mülheim am Rhein gehörte. Für das Jahr 1830 werden für Groß- und Klein-Schwamborn zusammen 106 Einwohner angegeben. Der 1845 laut der Uebersicht des Regierungs-Bezirks Cöln als Dorf kategorisierte und Klein-Schwamborn bezeichnete Ort besaß zu dieser Zeit sieben Wohngebäude mit 50 Einwohnern, alle katholischen Bekenntnisses. Die Gemeinde- und Gutbezirksstatistik der Rheinprovinz führt Kleinschwamborn 1871 mit 14 Wohnhäusern und 85 Einwohnern auf. Im Gemeindelexikon für die Provinz Rheinland von 1888 werden für Klein Schwamborn 15 Wohnhäuser mit 76 Einwohnern angegeben. 1895 besitzt der Ort 15 Wohnhäuser mit 76 Einwohnern, 1905 werden 15  Wohnhäuser und 88 Einwohner angegeben.